# Torneo Preolímpico FIBA 2012
El Torneo Preolímpico FIBA 2012 fue el último torneo clasificatorio para los Juegos Olímpicos de Londres 2012. El torneo fue organizado por la FIBA y se llevó a cabo en Caracas, Venezuela, del 2 al 8 de julio de 2012 en el Poliedro de Caracas. El anfitrión se determinó en una reunión de la FIBA en Madrid, España entre el 10 y 11 de diciembre de 2011. El sorteo se llevó a cabo el 31 de enero de 2012 en el Teatro Teresa Carreño en Caracas, Venezuela.

## Equipos participantes
| FIBA África    | FIBA Américas                              | FIBA Asia              | FIBA Europa                               | FIBA Oceanía  |
| -------------- | ------------------------------------------ | ---------------------- | ----------------------------------------- | ------------- |
| Angola Nigeria | República Dominicana Puerto Rico Venezuela | Jordania Corea del Sur | Grecia Lituania Macedonia del Norte Rusia | Nueva Zelanda |

El sorteo se realizó el 30 de enero en el Teatro Teresa Carreño de Caracas. Los equipos fueron distribuidos en 3 contenedores, en el 1 los de FIBA Europa, en el 2 los de FIBA Américas y FIBA Oceanía, y en el 3 los de FIBA África y FIBA Asia

## Sede
El Poliedro de Caracas es un recinto diseñado y construido para albergar eventos y espectáculos, ubicado al sur de la ciudad de Caracas (Venezuela), en la zona de La Rinconada, adyacente al Hipódromo La Rinconada. Se puede acceder a él en Metro a través de la Estación La Rinconada, la cual además sirve de enlace con la estación terminal de Caracas "Simón Bolívar" del Tren Caracas-Cúa. 
Este ícono de la infraestructura nacional, construido hace más de 40 años, fue adecuado con la más alta tecnología en telemática e informática. Su sistema iluminación fue completamente restituido y se realizaron trabajos en los sanitarios y los camerinos.
Contó también con más de 4 cafetines, una sala de prensa con capacidad para 200 personas. Tableros nuevos, sillas nuevas, pisos en porcelanato en algunas áreas y un nuevo sistema de sonido que servirá también para grandes presentaciones musicales.
Para estos trabajos de refracción, se destinaron más de 330 millones de bolívares, aportados por el ejecutivo nacional. Los trabajos duraron tres meses.

## Mascota
La mascota elegida para esta edición se llama "Compi", una hormiga roja inspirada en el ejemplo de trabajo en equipo, la unión y la perseverancia y amante del baile y los juegos, creada bajo un concepto ecológico. La idea fue presentada por el Ministerio del Deporte a las autoridades de FIBA para promover la práctica del baloncesto.

## Formato
- Los equipos de dividen en cuatro grupos para la ronda preliminar.
- Los dos mejores equipos de cada grupo avanzan a los cuartos de final. Los últimos equipos serán eliminados.
- Para los cuartos de final se realiza un torneo de eliminación directa donde los equipos serán distribuidos de la siguiente manera:
  - A1 vs. B2
  - B1 vs. A2
  - C1 vs. D2
  - D1 vs. C2
- Los emparejamientos de semifinales serán A1/B2 vs. C1/D2 y B1/A2 vs D1/C2. Los ganadores clasificarán directamente a los Juegos Olímpicos.
- Los perdedores de las semifinales jugarán un partido de repechaje donde el ganador clasificará a los Juegos Olímpicos.

## Ronda preliminar

### Grupo A
|   | Equipo      | Pts | G | P | PF  | PC  | Dif |
| - | ----------- | --- | - | - | --- | --- | --- |
| 1 | Grecia      | 4   | 2 | 0 | 205 | 147 | 58  |
| 2 | Puerto Rico | 3   | 1 | 1 | 177 | 150 | 27  |
| 3 | Jordania    | 2   | 0 | 2 | 115 | 200 | -85 |

| 2 de julio, 13:30                     | Grecia                                | 107 - 63                              | Jordania                                                                              |  |
| Reporte                               |                                       |                                       |                                                                                       |  |
| Parciales: 33-12, 23-11, 29-12, 22-20 | Parciales: 33-12, 23-11, 29-12, 22-20 | Parciales: 33-12, 23-11, 29-12, 22-20 | Poliedro de Caracas, Caracas Árbitro(s): Vicente Bulto Alejandro Chiti Longsheng Qiao |  |
| K. Papanikolau 19                     | Pts                                   | 14 E. Soobzokov                       | Poliedro de Caracas, Caracas Árbitro(s): Vicente Bulto Alejandro Chiti Longsheng Qiao |  |
| I. Bourusis 7                         | Rebs                                  | 7 Z. Abbas                            | Poliedro de Caracas, Caracas Árbitro(s): Vicente Bulto Alejandro Chiti Longsheng Qiao |  |
| V. Spanoulis 7                        | Asists                                | 4 E. Soobzokov                        | Poliedro de Caracas, Caracas Árbitro(s): Vicente Bulto Alejandro Chiti Longsheng Qiao |  |

| 3 de julio, 17:00                     | Jordania                              | 52 - 93                               | Puerto Rico                                                                                      |  |
| Reporte                               |                                       |                                       |                                                                                                  |  |
| Parciales: 11-29, 11-25, 10-18, 20-21 | Parciales: 11-29, 11-25, 10-18, 20-21 | Parciales: 11-29, 11-25, 10-18, 20-21 | Poliedro de Caracas, Caracas Árbitro(s): Juan Carlos García Juan José Fernández Nachid Messaoudi |  |
| O. Daghles 17                         | Pts                                   | 20 P. Ramos                           | Poliedro de Caracas, Caracas Árbitro(s): Juan Carlos García Juan José Fernández Nachid Messaoudi |  |
| O. Daghles 7                          | Rebs                                  | 9 P. Ramos                            | Poliedro de Caracas, Caracas Árbitro(s): Juan Carlos García Juan José Fernández Nachid Messaoudi |  |
| O. Daghles 3                          | Asists                                | 5 C. Arroyo                           | Poliedro de Caracas, Caracas Árbitro(s): Juan Carlos García Juan José Fernández Nachid Messaoudi |  |

| 4 de julio, 19:30                     | Puerto Rico                           | 84 - 98                               | Grecia                                                                                   |  |
| Reporte                               |                                       |                                       |                                                                                          |  |
| Parciales: 27-30, 20-19, 15-21, 22-28 | Parciales: 27-30, 20-19, 15-21, 22-28 | Parciales: 27-30, 20-19, 15-21, 22-28 | Poliedro de Caracas, Caracas Árbitro(s): Bradley Giersch Matej Boltauzer Michael Weiland |  |
| P. Ramos 15                           | Pts                                   | 27 V. Spanoulis                       | Poliedro de Caracas, Caracas Árbitro(s): Bradley Giersch Matej Boltauzer Michael Weiland |  |
| P. Ramos 7                            | Rebs                                  | 4 G. Printezis                        | Poliedro de Caracas, Caracas Árbitro(s): Bradley Giersch Matej Boltauzer Michael Weiland |  |
| J. Barea 4                            | Asists                                | 5 V. Spanoulis                        | Poliedro de Caracas, Caracas Árbitro(s): Bradley Giersch Matej Boltauzer Michael Weiland |  |

### Grupo B
|   | Equipo    | Pts | G | P | PF  | PC  | Dif |
| - | --------- | --- | - | - | --- | --- | --- |
| 1 | Lituania  | 3   | 1 | 1 | 180 | 168 | 12  |
| 2 | Nigeria   | 3   | 1 | 1 | 155 | 151 | 4   |
| 3 | Venezuela | 3   | 1 | 1 | 153 | 169 | -16 |

| 2 de julio, 19:30                    | Nigeria                              | 69 - 71                              | Venezuela                                                                               |  |
| Reporte                              |                                      |                                      |                                                                                         |  |
| Parciales: 18-17, 9-12, 23-22, 19-20 | Parciales: 18-17, 9-12, 23-22, 19-20 | Parciales: 18-17, 9-12, 23-22, 19-20 | Poliedro de Caracas, Caracas Árbitro(s): Juan Carlos García Matej Boltauzer Rustu Nuran |  |
| I. Diogu 14                          | Pts                                  | 24 G. Vásquez                        | Poliedro de Caracas, Caracas Árbitro(s): Juan Carlos García Matej Boltauzer Rustu Nuran |  |
| I. Diogu 10                          | Rebs                                 | 9 G. Echenique                       | Poliedro de Caracas, Caracas Árbitro(s): Juan Carlos García Matej Boltauzer Rustu Nuran |  |
| A. Skinn 4                           | Asists                               | 6 D. Cubillán                        | Poliedro de Caracas, Caracas Árbitro(s): Juan Carlos García Matej Boltauzer Rustu Nuran |  |

| 3 de julio, 19:30                     | Venezuela                             | 82 - 100                              | Lituania                                                                                 |  |
| Reporte                               |                                       |                                       |                                                                                          |  |
| Parciales: 21-23, 15-26, 28-31, 18-20 | Parciales: 21-23, 15-26, 28-31, 18-20 | Parciales: 21-23, 15-26, 28-31, 18-20 | Poliedro de Caracas, Caracas Árbitro(s): Bradley Giersch Milivoje Jovcic Michael Weiland |  |
| G. Vásquez 24                         | Pts                                   | 28 L. Kleiza                          | Poliedro de Caracas, Caracas Árbitro(s): Bradley Giersch Milivoje Jovcic Michael Weiland |  |
| W. Graterol 8                         | Rebs                                  | 8 J. Maciulis                         | Poliedro de Caracas, Caracas Árbitro(s): Bradley Giersch Milivoje Jovcic Michael Weiland |  |
| G. Vásquez 7                          | Asists                                | 8 M. Kalnietis                        | Poliedro de Caracas, Caracas Árbitro(s): Bradley Giersch Milivoje Jovcic Michael Weiland |  |

| 4 de julio, 17:00                     | Lituania                              | 80 - 86                               | Nigeria                                                                               |  |
| Reporte                               |                                       |                                       |                                                                                       |  |
| Parciales: 20-20, 18-21, 19-26, 23-19 | Parciales: 20-20, 18-21, 19-26, 23-19 | Parciales: 20-20, 18-21, 19-26, 23-19 | Poliedro de Caracas, Caracas Árbitro(s): Vicente Bulto Yuji Hirahara Nachid Messaoudi |  |
| L. Kleiza 22                          | Pts                                   | 20 D. Obasohan                        | Poliedro de Caracas, Caracas Árbitro(s): Vicente Bulto Yuji Hirahara Nachid Messaoudi |  |
| J. Mačiulis 5                         | Rebs                                  | 9 A. Aminu                            | Poliedro de Caracas, Caracas Árbitro(s): Vicente Bulto Yuji Hirahara Nachid Messaoudi |  |
| M. Kalnietis 8                        | Asists                                | 3 O. Oyedeji                          | Poliedro de Caracas, Caracas Árbitro(s): Vicente Bulto Yuji Hirahara Nachid Messaoudi |  |

### Grupo C
|   | Equipo               | Pts | G | P | PF  | PC  | Dif |
| - | -------------------- | --- | - | - | --- | --- | --- |
| 1 | Rusia                | 4   | 2 | 0 | 175 | 125 | 50  |
| 2 | República Dominicana | 3   | 1 | 1 | 164 | 169 | -5  |
| 3 | Corea del Sur        | 2   | 0 | 2 | 141 | 186 | -45 |

| 2 de julio, 11:00                     | Rusia                                 | 91 - 56                               | Corea del Sur                                                                            |  |
| Reporte                               |                                       |                                       |                                                                                          |  |
| Parciales: 27-16, 18-10, 22-16, 24-14 | Parciales: 27-16, 18-10, 22-16, 24-14 | Parciales: 27-16, 18-10, 22-16, 24-14 | Poliedro de Caracas, Caracas Árbitro(s): Bradley Giersh Milivoje Jovcic Nachid Messaoudi |  |
| A. Kirilenko 16                       | Pts                                   | 15 E. Sandrin                         | Poliedro de Caracas, Caracas Árbitro(s): Bradley Giersh Milivoje Jovcic Nachid Messaoudi |  |
| T. Mozgov 7                           | Rebs                                  | 5 T Kim                               | Poliedro de Caracas, Caracas Árbitro(s): Bradley Giersh Milivoje Jovcic Nachid Messaoudi |  |
| A Shved 4                             | Asists                                | 4 T Kim                               | Poliedro de Caracas, Caracas Árbitro(s): Bradley Giersh Milivoje Jovcic Nachid Messaoudi |  |

| 3 de julio, 11:00                     | Corea del Sur                         | 85 - 95                               | República Dominicana                                                                    |  |
| Reporte                               |                                       |                                       |                                                                                         |  |
| Parciales: 19-17, 22-20, 24-34, 20-24 | Parciales: 19-17, 22-20, 24-34, 20-24 | Parciales: 19-17, 22-20, 24-34, 20-24 | Poliedro de Caracas, Caracas Árbitro(s): Matej Boltauzer Alejandro Chiti Longsheng Qiao |  |
| S.J. Lee 21                           | Pts                                   | 30 Al Horford                         | Poliedro de Caracas, Caracas Árbitro(s): Matej Boltauzer Alejandro Chiti Longsheng Qiao |  |
| J. Lee 6                              | Rebs                                  | 25 J. Martínez                        | Poliedro de Caracas, Caracas Árbitro(s): Matej Boltauzer Alejandro Chiti Longsheng Qiao |  |
| T. Kim 6                              | Asists                                | 4 R. Ramón                            | Poliedro de Caracas, Caracas Árbitro(s): Matej Boltauzer Alejandro Chiti Longsheng Qiao |  |

| 4 de julio, 13:30                     | República Dominicana                  | 69 - 84                               | Rusia                                                                                     |  |
| Reporte                               |                                       |                                       |                                                                                           |  |
| Parciales: 18-23, 20-21, 15-21, 16-19 | Parciales: 18-23, 20-21, 15-21, 16-19 | Parciales: 18-23, 20-21, 15-21, 16-19 | Poliedro de Caracas, Caracas Árbitro(s): Rustu Nuran Juan José Fernández Roberto Oliveros |  |
| Al Horford 22                         | Pts                                   | 16 A. Ponkrashov                      | Poliedro de Caracas, Caracas Árbitro(s): Rustu Nuran Juan José Fernández Roberto Oliveros |  |
| J. Martínez 12                        | Rebs                                  | 13 A. Kirilenko                       | Poliedro de Caracas, Caracas Árbitro(s): Rustu Nuran Juan José Fernández Roberto Oliveros |  |
| J. Coronado 5                         | Asists                                | 7 A. Kirilenko                        | Poliedro de Caracas, Caracas Árbitro(s): Rustu Nuran Juan José Fernández Roberto Oliveros |  |

### Grupo D
|   | Equipo              | Pts | G | P | PF  | PC  | Dif |
| - | ------------------- | --- | - | - | --- | --- | --- |
| 1 | Macedonia del Norte | 3   | 1 | 1 | 168 | 150 | 18  |
| 2 | Angola              | 3   | 1 | 1 | 152 | 152 | 0   |
| 3 | Nueva Zelanda       | 3   | 1 | 1 | 130 | 148 | -18 |

| 2 de julio, 17:00                     | Angola                                | 88 - 84                               | Macedonia del Norte                                                                        |  |
| Reporte                               |                                       |                                       |                                                                                            |  |
| Parciales: 32-21, 21-19, 19-19, 16-25 | Parciales: 32-21, 21-19, 19-19, 16-25 | Parciales: 32-21, 21-19, 19-19, 16-25 | Poliedro de Caracas, Caracas Árbitro(s): Michael Weiland Juan José Fernández Yuji Hirahara |  |
| E. Mingas 24                          | Pts                                   | 21 Bo McCalebb                        | Poliedro de Caracas, Caracas Árbitro(s): Michael Weiland Juan José Fernández Yuji Hirahara |  |
| J. Gomes 11                           | Rebs                                  | 7 P. Samardziski                      | Poliedro de Caracas, Caracas Árbitro(s): Michael Weiland Juan José Fernández Yuji Hirahara |  |
| E. Mingas 6                           | Asists                                | 5 V. Ilievski                         | Poliedro de Caracas, Caracas Árbitro(s): Michael Weiland Juan José Fernández Yuji Hirahara |  |

| 3 de julio, 13:30                     | Macedonia del Norte                   | 84 - 62                               | Nueva Zelanda                                                                       |  |
| Reporte                               |                                       |                                       |                                                                                     |  |
| Parciales: 26-11, 18-20, 16-17, 24-14 | Parciales: 26-11, 18-20, 16-17, 24-14 | Parciales: 26-11, 18-20, 16-17, 24-14 | Poliedro de Caracas, Caracas Árbitro(s): Vicente Bulto Roberto Oliveros Rustu Nuran |  |
| Bo McCaleb 23                         | Pts                                   | 11 A. Pledger                         | Poliedro de Caracas, Caracas Árbitro(s): Vicente Bulto Roberto Oliveros Rustu Nuran |  |
| P. Antic 10                           | Rebs                                  | 11 A. Pledger                         | Poliedro de Caracas, Caracas Árbitro(s): Vicente Bulto Roberto Oliveros Rustu Nuran |  |
| Bo McCaleb 11                         | Asists                                | 6 J. Kenny                            | Poliedro de Caracas, Caracas Árbitro(s): Vicente Bulto Roberto Oliveros Rustu Nuran |  |

| 4 de julio, 11:00                     | Nueva Zelanda                         | 68 - 64                               | Angola                                                                                     |  |
| Reporte                               |                                       |                                       |                                                                                            |  |
| Parciales: 14-12, 26-14, 18-26, 10-12 | Parciales: 14-12, 26-14, 18-26, 10-12 | Parciales: 14-12, 26-14, 18-26, 10-12 | Poliedro de Caracas, Caracas Árbitro(s): Juan Carlos García Milivoje Jovcic Longsheng Qiao |  |
| T. Webster 21                         | Pts                                   | 17 E. Mingas                          | Poliedro de Caracas, Caracas Árbitro(s): Juan Carlos García Milivoje Jovcic Longsheng Qiao |  |
| A. Pledger 9                          | Rebs                                  | 10 E. Mingas                          | Poliedro de Caracas, Caracas Árbitro(s): Juan Carlos García Milivoje Jovcic Longsheng Qiao |  |
| L. Tait 5                             | Asists                                | 3 O. Cipriano                         | Poliedro de Caracas, Caracas Árbitro(s): Juan Carlos García Milivoje Jovcic Longsheng Qiao |  |

## Segunda ronda
|  | Cuartos de final     | Cuartos de final |                      |          | Semifinales | Semifinales |         |              | Final                               | Final                               |  |
|  | 6 de julio           | 6 de julio       |                      |          | 7 de julio  | 7 de julio  |         |              | Clasificados a los Juegos Olímpicos | Clasificados a los Juegos Olímpicos |  |
|  |                      |                  |                      |          |             |             |         |              |                                     |                                     |  |
|  |                      |                  |                      |          |             |             |         |              |                                     |                                     |  |
|  | Grecia               | 79               |                      |          |             |             |         |              |                                     |                                     |  |
|  | Grecia               | 79               |                      |          |             |             |         |              |                                     |                                     |  |
|  | Nigeria              | 80               |                      |          |             |             |         |              |                                     |                                     |  |
|  | Nigeria              | 80               |                      | Nigeria  | 77          |             |         |              |                                     |                                     |  |
|  |                      |                  |                      | Nigeria  | 77          |             |         |              |                                     |                                     |  |
|  |                      |                  | Rusia                | 85       |             |             |         |              |                                     |                                     |  |
|  | Rusia                | 80               | Rusia                | 85       |             |             |         |              |                                     |                                     |  |
|  | Rusia                | 80               |                      |          |             |             |         |              |                                     |                                     |  |
|  | Angola               | 65               |                      |          |             |             |         |              |                                     |                                     |  |
|  | Angola               | 65               |                      |          |             | Rusia       |         |              |                                     |                                     |  |
|  |                      |                  |                      |          |             |             |         |              |                                     |                                     |  |
|  |                      |                  | Lituania             |          |             |             |         |              |                                     |                                     |  |
|  | Lituania             | 76               |                      |          |             |             |         |              |                                     |                                     |  |
|  | Lituania             | 76               |                      |          |             |             |         |              |                                     |                                     |  |
|  | Puerto Rico          | 72               |                      |          |             |             |         |              |                                     |                                     |  |
|  | Puerto Rico          | 72               |                      | Lituania | 109         |             |         | Tercer lugar | Tercer lugar                        |                                     |  |
|  |                      |                  |                      | Lituania | 109         |             |         | Tercer lugar | Tercer lugar                        |                                     |  |
|  |                      |                  | República Dominicana | 83       |             |             |         |              |                                     |                                     |  |
|  | Macedonia del Norte  | 76               | República Dominicana | 83       |             |             | Nigeria | 88           |                                     |                                     |  |
|  | Macedonia del Norte  | 76               |                      |          |             |             | Nigeria | 88           |                                     |                                     |  |
|  | República Dominicana | 86               |                      |          |             |             |         |              | República Dominicana                | 73                                  |  |
|  | República Dominicana | 86               |                      |          |             |             |         |              | República Dominicana                | 73                                  |  |
|  |                      |                  |                      |          |             |             |         |              |                                     |                                     |  |

### Cuartos de final
| 6 de julio, 11:00                    | Rusia                                | 80 - 65                              | Angola                                                                                    |  |
| Reporte                              |                                      |                                      |                                                                                           |  |
| Parciales: 25-21, 18-5, 17-16, 20-23 | Parciales: 25-21, 18-5, 17-16, 20-23 | Parciales: 25-21, 18-5, 17-16, 20-23 | Poliedro de Caracas, Caracas Árbitro(s): Matej Boltauzer Bradley Giersch Nachid Messaoudi |  |
| V. Fridzon 18                        | Pts                                  | 20 E. Mingas                         | Poliedro de Caracas, Caracas Árbitro(s): Matej Boltauzer Bradley Giersch Nachid Messaoudi |  |
| S. Monya 6                           | Rebs                                 | 9 L. Paulo                           | Poliedro de Caracas, Caracas Árbitro(s): Matej Boltauzer Bradley Giersch Nachid Messaoudi |  |
| A. Kirilenko 5                       | Asists                               | 4 M. Barros                          | Poliedro de Caracas, Caracas Árbitro(s): Matej Boltauzer Bradley Giersch Nachid Messaoudi |  |

| 6 de julio, 13:00                   | Grecia                              | 79 - 80                             | Nigeria                                                                                     |  |
| Reporte                             |                                     |                                     |                                                                                             |  |
| Parciales: 21-21, 21-9, 14-9, 23-30 | Parciales: 21-21, 21-9, 14-9, 23-30 | Parciales: 21-21, 21-9, 14-9, 23-30 | Poliedro de Caracas, Caracas Árbitro(s): Vicente Bultó Juan Jose Fernández Roberto Oliveros |  |
| V. Spanoulis 25                     | Pts                                 | 17 I. Diogu                         | Poliedro de Caracas, Caracas Árbitro(s): Vicente Bultó Juan Jose Fernández Roberto Oliveros |  |
| V. Spanoulis 7                      | Rebs                                | 12 I. Diogu                         | Poliedro de Caracas, Caracas Árbitro(s): Vicente Bultó Juan Jose Fernández Roberto Oliveros |  |
| V. Spanoulis 5                      | Asists                              | 2 A. Aminu                          | Poliedro de Caracas, Caracas Árbitro(s): Vicente Bultó Juan Jose Fernández Roberto Oliveros |  |

| 6 de julio, 17:00                     | Macedonia del Norte                   | 76 - 86                               | República Dominicana                                                               |  |
| Reporte                               |                                       |                                       |                                                                                    |  |
| Parciales: 23-10, 18-18, 15-26, 20-32 | Parciales: 23-10, 18-18, 15-26, 20-32 | Parciales: 23-10, 18-18, 15-26, 20-32 | Poliedro de Caracas, Caracas Árbitro(s): Michael Weiland Rüştü Nuran Yuji Hirahara |  |
| B. McCalebb 35                        | Pts                                   | 28 F. García                          | Poliedro de Caracas, Caracas Árbitro(s): Michael Weiland Rüştü Nuran Yuji Hirahara |  |
| P. Samardziski 13                     | Rebs                                  | 15 A. Horford                         | Poliedro de Caracas, Caracas Árbitro(s): Michael Weiland Rüştü Nuran Yuji Hirahara |  |
| V. Stojanovski, V. Ilievski 3         | Asists                                | 5 J. Coronado                         | Poliedro de Caracas, Caracas Árbitro(s): Michael Weiland Rüştü Nuran Yuji Hirahara |  |

| 6 de julio, 19:30                     | Lituania                              | 76 - 72                               | Puerto Rico                                                                                 |  |
| Reporte                               |                                       |                                       |                                                                                             |  |
| Parciales: 16-22, 24-16, 17-17, 19-17 | Parciales: 16-22, 24-16, 17-17, 19-17 | Parciales: 16-22, 24-16, 17-17, 19-17 | Poliedro de Caracas, Caracas Árbitro(s): Juan Carlos García Alejandro Chiti Milivoje Jovcic |  |
| L. Kleiza 14                          | Pts                                   | 17 A. Galindo                         | Poliedro de Caracas, Caracas Árbitro(s): Juan Carlos García Alejandro Chiti Milivoje Jovcic |  |
| J. Mačiulis 11                        | Rebs                                  | 12 N. Peavy                           | Poliedro de Caracas, Caracas Árbitro(s): Juan Carlos García Alejandro Chiti Milivoje Jovcic |  |
| S. Jazikevicius                       | Asists                                | 8 C. Arroyo                           | Poliedro de Caracas, Caracas Árbitro(s): Juan Carlos García Alejandro Chiti Milivoje Jovcic |  |

### Semifinal
| 7 de julio, 17:00                    | Nigeria                              | 77 - 85                              | Rusia                                                                                  |  |
| Reporte                              |                                      |                                      |                                                                                        |  |
| Parciales: 23-26, 8-20, 22-22, 24-17 | Parciales: 23-26, 8-20, 22-22, 24-17 | Parciales: 23-26, 8-20, 22-22, 24-17 | Poliedro de Caracas, Caracas Árbitro(s): Milivoje Jovcic Michael Weiland Yuji Hirahara |  |
| I. Diogu, A. Dagunduro 16            | Pts                                  | 22 A. Shved                          | Poliedro de Caracas, Caracas Árbitro(s): Milivoje Jovcic Michael Weiland Yuji Hirahara |  |
| I. Diogu 14                          | Rebs                                 | 8 A. Kirilenko                       | Poliedro de Caracas, Caracas Árbitro(s): Milivoje Jovcic Michael Weiland Yuji Hirahara |  |
| A. Dagunduro 5                       | Asists                               | 6 A. Shved                           | Poliedro de Caracas, Caracas Árbitro(s): Milivoje Jovcic Michael Weiland Yuji Hirahara |  |

| 7 de julio, 19:30                     | Lituania                              | 109 - 83                              | República Dominicana                                                                       |  |
| Reporte                               |                                       |                                       |                                                                                            |  |
| Parciales: 21-16, 31-20, 23-25, 34-22 | Parciales: 21-16, 31-20, 23-25, 34-22 | Parciales: 21-16, 31-20, 23-25, 34-22 | Poliedro de Caracas, Caracas Árbitro(s): Vicente Bultó Juan Jose Fernandez Bradley Giersch |  |
| J. Mačiulis 19                        | Pts                                   | 13 J. Martínez                        | Poliedro de Caracas, Caracas Árbitro(s): Vicente Bultó Juan Jose Fernandez Bradley Giersch |  |
| J. Valanciunas 7                      | Rebs                                  | 10 J. Martínez                        | Poliedro de Caracas, Caracas Árbitro(s): Vicente Bultó Juan Jose Fernandez Bradley Giersch |  |
| M. Kalnietis 9                        | Asists                                | 4 J. Coronado                         | Poliedro de Caracas, Caracas Árbitro(s): Vicente Bultó Juan Jose Fernandez Bradley Giersch |  |

### Repechaje
| 8 de julio, 19:30                     | Nigeria                               | 88-73                                 | República Dominicana                                                                               |  |
| Reporte                               |                                       |                                       | |  |
| Parciales: 24-18, 23-21, 12-18, 29-16 | Parciales: 24-18, 23-21, 12-18, 29-16 | Parciales: 24-18, 23-21, 12-18, 29-16 | Poliedro de Caracas, Caracas Árbitro(s): Juan Carlos García González, Matej Boltauzer, Rüştü Nuran |  |
| I. Diogu 25                           | Pts                                   | 17 F. Garcia                          | Poliedro de Caracas, Caracas Árbitro(s): Juan Carlos García González, Matej Boltauzer, Rüştü Nuran |  |
| I. Diogu 10                           | Rebs                                  | 9 R. Ramón, J. Martinez               | Poliedro de Caracas, Caracas Árbitro(s): Juan Carlos García González, Matej Boltauzer, Rüştü Nuran |  |
| T. Skinn, A. Dagunduro 5              | Asists                                | 3 J. Coronado                         | Poliedro de Caracas, Caracas Árbitro(s): Juan Carlos García González, Matej Boltauzer, Rüştü Nuran |  |

## Clasificados a los Juegos Olímpicos
| Rusia | Lituania | Nigeria |
| ----- | -------- | ------- |

## Posiciones globales
|                   | Equipo               | Pts | PG | PP | PF  | PC  | Dif | Pct   |
| ----------------- | -------------------- | --- | -- | -- | --- | --- | --- | ----- |
| Medalla de oro    | Rusia                | 8   | 4  | 0  | 340 | 267 | 73  | 1.000 |
| Medalla de plata  | Lituania             | 7   | 3  | 1  | 365 | 323 | 42  | 0.750 |
| Medalla de bronce | Nigeria              | 8   | 3  | 2  | 400 | 388 | 12  | 0.600 |
| 4                 | República Dominicana | 7   | 2  | 3  | 406 | 442 | −36 | 0.400 |
| 5                 | Grecia               | 5   | 2  | 1  | 284 | 227 | 57  | 0.667 |
| 6                 | Puerto Rico          | 4   | 1  | 2  | 249 | 226 | 23  | 0.333 |
| 7                 | Macedonia del Norte  | 4   | 1  | 2  | 244 | 236 | 8   | 0.333 |
| 8                 | Angola               | 4   | 1  | 2  | 217 | 232 | −15 | 0.333 |
| 9                 | Venezuela            | 3   | 1  | 1  | 153 | 169 | −16 | 0.500 |
| 10                | Nueva Zelanda        | 3   | 1  | 1  | 130 | 148 | −18 | 0.500 |
| 11                | Corea del Sur        | 2   | 0  | 2  | 141 | 186 | −45 | 0.000 |
| 12                | Jordania             | 2   | 0  | 2  | 115 | 200 | −85 | 0.000 |